# Germán del Castillo
Manuel Alejandro Cabrera fue un político peruano. 
Fue el patriarca de la familia "Del Castillo" conocida en la provincia de Anta por haber sido cercanas al gobierno de Ramón Castilla y estar en permanente enfrentamiento con otras familias de la provincia y contra las autoridades oficiales
Fue miembro de la Convención Nacional del Perú (1855) por la provincia de Anta entre 1855 y 1857 que, durante el segundo gobierno de Ramón Castilla, elaboró la Constitución de 1856, la sexta que rigió en el país.